# 安芸市営球場
安芸市営球場（あきしえいきゅうじょう）は、高知県安芸市桜ヶ丘町にある野球場。安芸市が管理している。

## 歴史
1965年度から阪神タイガースが春季と秋季のキャンプを開催する会場として使用しており、別名タイガースタウンと呼ばれている。但し、タイガースは2003年から春季キャンプの一部を沖縄県に移しており、春季一軍キャンプは2011年をもって、春季二軍キャンプも2022年をもって、それぞれ当球場から撤退した。なお、秋季キャンプについては継続して使用する。
ウエスタン・リーグの公式戦も年間数試合行われている。四国アイランドリーグplusの試合（高知ファイティングドッグス主催）は発足した2005年から行われているが、2009年と2010年は開催がなく、2011年8月20日に3年ぶりに試合が開催された。
2009年11月、愛称「安芸タイガース球場」を制定。

## 施設概要

### メイングラウンド
- 両翼96m、センター118m（2002年国民体育大会の会場になるに当たって両翼を92mから拡大）
- 収容人員：約5,000人収容のスタンド（内野・座席、外野はレフトのみ芝生席。ライト側はサブグラウンドの配置関係上スタンドがない）
- 磁気反転式スコアボード（氏名表記可能。なお、改修前のパネル式のものだった時は得点表示とボールカウンターのみだった）

### 周辺施設
- サブグラウンド（ナイター設備あり　主に阪神のキャンプでの練習や地元の少年野球・ソフトボールの試合等に使用される）
- 安芸ドーム（屋内練習場）

## 交通
- 土佐くろしお鉄道　ごめん・なはり線　球場前駅徒歩すぐ

## その他
- 当球場の建設に際して産出された残土は、現在のごめん・なはり線の路盤を作るのに利用された。
- 阪神タイガースのマスコットであるトラッキーとラッキーが踊る「Let's go! トラッキー」の振付け指導用映像のロケ地として使用された（当球場のほか、桂浜や牧野植物園、安芸駅などでも撮影が行われた）。
- 高知県災害時医療救護計画により、南海地震発生時の「広域医療搬送拠点(SCU)」に指定されている[2]。
  - SCU管理協力病院 - 高知県立あき総合病院
- 阪神タイガースが春季キャンプの主たる会場として使用していたころ、外国人選手が超長距離の打球を放ち、施設利用者に少なからず影響を与えかねない状態となったことから、急遽危険防止用のネットを設けた例がある。[3]
  - 1989年、セシル・フィルダーがメイン球場のバックスクリーン後方の駐車場に泊めてあった関係者の自動車に直撃し、急遽安芸市はレフトスタンド後方に高さ7mの防球ネット「フィルダーネット」を設けた。
  - 1994年、ロブ・ディアー が入団するにあたり、上記のフィルダーネットより3m高い10mの高さに伸ばした鋼鉄製の「ディアーネット」を設置。
  - 1999年、大豊泰昭が「ディアーネット」を超える160mもの打球を放ったことから、ライト側（スタンドなし）の後方に高さ14mのネット「大豊ネット」なるものを設けた。